# الأنبا رافائيل
الأنبا رافائيل (وُلِد باسم ميشيل عريان الحكيم)، أسقف عام كنائس وسط القاهرة . من مواليد القاهرة في 6 مايو 1958م ونشأ في حي شبرا.

## دراسته
التحق بجامعة عين شمس، بكلية الطب والجراحة، وحصل على بكالوريوس الطب والجراحة عام 1981، ثم عمل طبيباً لفترة.
التحق بالكلية الإكليركية. وتخرج منها بعد حصوله علي بكالوريوس الكلية الإكليريكة عام 1984.

## رهبتنه
رسم راهباً بدير السيدة العذراء - برموس بوادي النطرون باسم (يسطس البرموسي) في عام 1990،

## أسقفيته
تم سيامته أسقفاُ عاماً لكنائس وسط البلد بيد الباباشنودة الثالث في 15 يونيو 1997.
له العديد من العظات الروحية والكتابات التفسيرية للكتاب المقدس وكتابات أخرى خاصة بالشباب.

## ترشحه للباباويه
تم ترشيحه ليكون خليفة البابا شنودة الثالث هو وأربعة آخرين هم الأنبا تاوضروس، القمص رافائيل أفامينا ، القمص باخوميوس السرياني، القمص سارافيم السرياني.

## أسماء الفائزين الثلاثة الحاصلين على أعلى الأصوات في انتخبات البطريرك
- الأنبا رافائيل 1980 صوتا
- الأنبا تاوضروس 1623 صوتا
- القمص رافائيل أفامينا 1531 صوتا

## من مؤلفاته
بعض كتب الأنبا رافائيل
- كتاب حل تعاظم أهل البدع
- كتاب ليكون الجميع واحدًا

## وصلات خارجية
- موقع المجمع المقدس للكنيسة القبطية الأرثوذكسية
- موقع كنائس وسط القاهرة
- الأنبا رافائيل (موقع الأنبا تكلا هيمانوت)
- الأنبا رافائيل (موقع الكنيسة القبطية الأرثوذكسية)